# Zhanhe
Zhanhe är ett stadsdistrikt i Pingdingshan i Henan-provinsen i norra Kina.